# Sisymbrium burchellii
Sisymbrium burchellii är en korsblommig växtart som beskrevs av Dc. Sisymbrium burchellii ingår i släktet gatsenaper, och familjen korsblommiga växter.

## Underarter
Arten delas in i följande underarter:
- S. b. burchellii
- S. b. dinteri